# My Way (singolo Usher)
My Way è un singolo del 1998 di Usher, estratto come singolo dal suo secondo album omonimo. Il singolo raggiunse la seconda posizione della classifica statunitense Billboard Hot 100.
Il brano campiona una canzone del 1998 di Lil Troy (Wanna Be a Baller).
Il video musicale prodotto per My Way è stato diretto da Paul Hunter.

## Tracce
1. My Way (Album Version) - 3:38
2. My Way (Remix w JD) - 3:37
3. My Way (Album Instrumental) - 3:36
4. My Way (Remix Instrumental) - 3:37

## Classifiche
| Classifica                           | Posizione più alta |
| ------------------------------------ | ------------------ |
| Australian Australia                 | 48                 |
| Nuova Zelanda                        | 17                 |
| Paesi Bassi                          | 21                 |
| Germania                             | 49                 |
| U.S. Billboard Hot 100               | 2                  |
| U.S. Billboard Hot R&B/Hip-Hop Songs | 4                  |